# Sempervivum charadzeae
Sempervivum charadzeae är en fetbladsväxtart som beskrevs av Gurgenidze. Sempervivum charadzeae ingår i släktet taklökar, och familjen fetbladsväxter. Inga underarter finns listade i Catalogue of Life.